# Староокситанский язык
Староокситанский язык, также называемый старопровансальским — самая ранняя форма окситано-романских языков. Записи на этом языке датируются VIII—XIV веками.

## История
Среди самых ранних записей на староокситанском языке были Tomida femina, Boecis и Cançó de Santa Fe. Староокситанский язык использовался трубадурами и оказал огромное влияние на развитие лирики в других европейских языках.
Между XI и XIV веками от староокситанского языка произошёл старокаталанский язык.

## Фонология
Староокситанский язык несколько изменялся в течение своей истории, но основную звуковую систему можно резюмировать следующим образом:

### Согласные
|             | Губно- губные | Губно- зубные | Зубные/ альвеолярные | Постальвеолярные/ палатальные | Заднеязычные |
| ----------- | ------------- | ------------- | -------------------- | ----------------------------- | ------------ |
| Носовые     | m             |               | n                    | ɲ                             |              |
| Взрывные    | p b           |               | t d                  |                               | k g          |
| Фрикативные |               | f v           | s z                  |                               |              |
| Аффрикаты   |               |               | ts dz                | tʃ dʒ                         |              |
| Боковые     |               |               | l                    | ʎ                             |              |
| Дрожащие    |               |               | r                    |                               |              |
| Одноударные |               |               | ɾ                    |                               |              |

Примечания:
- Считается, что письменное ⟨ch⟩ представляет аффикат [tʃ], но так как написание часто чередуется с ⟨c⟩, оно также может обозначать [k]
- <g> на конце слова может иногда обозначать [tʃ]
- Интервокальный ⟨z⟩ может представлять [z] или [dz]
- Письменный ⟨j⟩ может представлять [dʒ] или [j]

### Гласные

#### Монофтонги
|                | Передние | Задние |
| -------------- | -------- | ------ |
| Верхние        | i y      | u      |
| Средне-верхние | e        | (o)    |
| Средне-нижние  | [ɛ]      | [ɔ]    |
| Нижние         | a        | ɑ      |

Примечания:

Этот рисунок дает общее представление о пространстве гласных в староокситанском языке.

- [o] повысился до [u] в XII и XIII веках, сохранив написание
- При определенных обстоятельствах в ударных слогах средне-нижние гласные [ɛ] и [ɔ] появляются как аллофоны /e/ и /u/ соответственно

#### Дифтонги и трифтонги
| МФА                                                 | Пример   | Значение       |
| дифтонги                                            | дифтонги | дифтонги       |
| --------------------------------------------------- | -------- | -------------- |
| /aj/                                                | paire    | отец           |
| /aw/                                                | autre    | другой         |
| /uj/                                                | conoiser | знать (глагол) |
| /uw/                                                | dous     | сладкий        |
| /ɔj/                                                | pois     | тогда          |
| /ɔw/                                                | mou      | движется       |
| /ej/                                                | vei      | вижу           |
| /ew/                                                | beure    | пить           |
| /ɛj/                                                | seis     | шесть          |
| /ɛw/                                                | breu     | короткий       |
| /yj/                                                | cuid     | верю           |
| /iw/                                                | estiu    | лето           |
| /jɛ/                                                | miels    | лучше          |
| /wɛ/                                                | cuelh    | получает       |
| /wɔ/                                                | cuolh    | получает       |
| трифтонги ударение всегда падает на среднюю гласную |          |                |
| /jɛj/                                               | lieis    | её             |
| /jɛw/                                               | ieu      | я              |
| /wɔj/                                               | nuoit    | ночь           |
| /wɛj/                                               | pueis    | тогда          |
| /wɔw/                                               | uou      | яйцо           |
| /wɛw/                                               | bueu     | бык            |

## Морфология
- Как и в старофранцузском, в староокситанском языке 2 падежа (именительный и косвенный), причем косвенный падеж произошел от латинского винительного падежа.
- В староокситанском языке 2 условных времени: «первое условное», похожее на условное время в других романских языках, и «второе условное», образованное от латинского предпрошедшего изъявительного времени. Второе условное время родственно литературному предпрошедшему в португальском, несовершенному сослагательному наклонению в испанском, второму прошедшему времени очень раннего старофранцузского (Секвенция о святой Евлалии) и, вероятно, будущему совершенному времени в современном гасконском языке.

## Пример
Из книги Бертрана де Борна Ab joi mou lo vers e·l comens:
| Bela Domna·l vostre cors gens E·lh vostre bel olh m’an conquis, E·l doutz esgartz e lo clars vis, E·l vostre bels essenhamens, Que, can be m’en pren esmansa, De beutat no·us trob egansa: La genser etz c’om posc’e·l mon chauzir, O no·i vei clar dels olhs ab que·us remir. | Прелестная леди, Ваша грация И красивые глаза покорили меня, Сладкий взгляд и яркость Вашего лица И вся Ваша природа должна сказать Что если я сделаю оценку Я не найду никого красивее: Самое приятное в мире Или глаза, которыми я вижу Вас, потускнели. |